# Gonzalo Maroni
Gonzalo Maroni (Córdoba, 18 marzo 1999) è un calciatore argentino, centrocampista del Newell's Old Boys in prestito dal Boca Juniors.

## Caratteristiche tecniche
Di ruolo trequartista, può giocare anche come esterno d'attacco o di centrocampo. Dotato di buon piede destro, grazie al suo baricentro basso è abile nel dribbling e possiede una buona capacità di tirare e crossare.

## Carriera
A 11 anni sostiene un provino con l’Instituto (C), stesso club che lanciò anche Paulo Dybala. Maroni convince e supera a pieni voti il test entrando a far parte del settore giovanile. Ha esordito l'11 agosto 2015 in occasione del match vinto 1-0 contro l'Atl. Tucumán.
La sua crescita esponenziale non passa inosservata e su di lui piombano gli occhi di numerosi top club sudamericani, ma a sbaragliare la concorrenza e ad accaparrarsi l’estro del fantasista è il Boca Juniors (affare da 300.000 euro più il 20% sulla futura rivendita). Esordisce il 16 maggio del 2016, durante la gara persa per 3-1 contro l'Estudiantes (LP). Con la maglia gialloblu del Boca però non trova quella continuità di minutaggio desiderata e così la passata stagione arriva in prestito al Talleres (C).
Il 25 giugno 2019 il giocatore, reduce dal Mondiale Under 20, arriva in prestito oneroso con diritto di riscatto fissato attorno ai 15 milioni alla Sampdoria, in prestito dal Boca Juniors. Il 18 agosto esordisce con gol con i blucerchiati nella trasferta di Crotone in Coppa Italia, siglando il gol del definitivo 3-1 dei genovesi, subito dopo però è costretto ad uscire per un infortunio alla caviglia destra. Debutta poi in campionato il 3 febbraio 2020 nella sconfitta contro il Napoli (2-4). Il 19 luglio 2020, alla seconda presenza in Serie A, realizza il suo primo assist italiano nella sfida vinta per 2-3 contro il Parma, per il gol di Chabot che dà il via alla rimonta della squadra di Ranieri.
Il 23 Giugno 2022 passa ufficialmente in prestito al San Lorenzo per 18 mesi..

## Statistiche

### Presenze e reti nei club
Statistiche aggiornate al 14 dicembre 2024. 
| Stagione            | Squadra             | Campionato          | Campionato | Campionato | Coppe nazionali | Coppe nazionali | Coppe nazionali | Coppe continentali | Coppe continentali | Coppe continentali | Altre coppe | Altre coppe | Altre coppe | Totale | Totale |
| Stagione            | Squadra             | Comp                | Pres       | Reti       | Comp            | Pres            | Reti            | Comp               | Pres               | Reti               | Comp        | Pres        | Reti        | Pres   | Reti   |
| ------------------- | ------------------- | ------------------- | ---------- | ---------- | --------------- | --------------- | --------------- | ------------------ | ------------------ | ------------------ | ----------- | ----------- | ----------- | ------ | ------ |
| 2015                | Instituto           | PBN                 | 5          | 0          | CA              | 0               | 0               | -                  | -                  | -                  | -           | -           | -           | 5      | 0      |
| 2016                | Boca Juniors        | PD                  | 1          | 0          | CA              | 0               | 0               | CL                 | 0                  | 0                  | -           | -           | -           | 1      | 0      |
| 2016-2017           | Boca Juniors        | PD                  | 2          | 1          | CA              | 0               | 0               | CL                 | 0                  | 0                  | -           | -           | -           | 2      | 1      |
| 2017-2018           | Boca Juniors        | PD                  | 6          | 0          | CA              | 0               | 0               | CL                 | 0                  | 0                  | SA          | 0           | 0           | 6      | 0      |
| 2018-2019           | Talleres (C)        | PD                  | 17         | 2          | CA              | 0               | 0               | CL                 | 2                  | 0                  | -           | -           | -           | 19     | 2      |
| 2019-2020           | Sampdoria           | A                   | 5          | 0          | CI              | 2               | 1               | -                  | -                  | -                  | -           | -           | -           | 7      | 1      |
| ago.-dic 2020       | Boca Juniors        |                     | -          | -          | CA+CdL          | 2+5             | 1+0             | CL                 | 4                  | 0                  | -           | -           | -           | 11     | 1      |
| gen.-lug. 2021      | Boca Juniors        | PD                  | 0          | 0          | CdL             | 9               | 3               | CL                 | 4                  | 0                  | -           | -           | -           | 13     | 3      |
| Totale Boca Juniors | Totale Boca Juniors | Totale Boca Juniors | 9          | 1          |                 | 16              | 4               |                    | 8                  | 0                  |             | 0           | 0           | 33     | 5      |
| 2021-2022           | Atlas               | MX                  | 10         | 0          | -               | -               | -               | -                  | -                  | -                  | CdC         | 0           | 0           | 10     | 0      |
| lug.-dic. 2022      | San Lorenzo         | PD                  | 8          | 0          | -               | -               | -               | -                  | -                  | -                  | -           | -           | -           | 8      | 0      |
| 2023                | San Lorenzo         | PD                  | 12         | 1          | CA+CdL          | 4+14            | 0+1             | CS                 | 8                  | 2                  | -           | -           | -           | 38     | 4      |
| Totale San Lorenzo  | Totale San Lorenzo  | Totale San Lorenzo  | 20         | 1          |                 | 18              | 1               |                    | 8                  | 2                  |             | 0           | 0           | 46     | 4      |
| 2024                | Tigre               | PD                  | 25         | 3          | CA+CdL          | 1+12            | 0               | -                  | -                  | -                  | -           | -           | -           | 38     | 3      |
| Totale carriera     | Totale carriera     | Totale carriera     | 91         | 7          |                 | 49              | 6               |                    | 18                 | 2                  |             | 0           | 0           | 158    | 12     |

### Cronologia presenze e reti in nazionale
| Cronologia completa delle presenze e delle reti in nazionale ― Argentina under 20 | Cronologia completa delle presenze e delle reti in nazionale ― Argentina under 20 | Cronologia completa delle presenze e delle reti in nazionale ― Argentina under 20 | Cronologia completa delle presenze e delle reti in nazionale ― Argentina under 20 | Cronologia completa delle presenze e delle reti in nazionale ― Argentina under 20 | Cronologia completa delle presenze e delle reti in nazionale ― Argentina under 20 | Cronologia completa delle presenze e delle reti in nazionale ― Argentina under 20 | Cronologia completa delle presenze e delle reti in nazionale ― Argentina under 20 |
| Data                                                                              | Città                                                                             | In casa                                                                           | Risultato                                                                         | Ospiti                                                                            | Competizione                                                                      | Reti                                                                              | Note                                                                              |
| --------------------------------------------------------------------------------- | --------------------------------------------------------------------------------- | --------------------------------------------------------------------------------- | --------------------------------------------------------------------------------- | --------------------------------------------------------------------------------- | --------------------------------------------------------------------------------- | --------------------------------------------------------------------------------- | --------------------------------------------------------------------------------- |
| 24-1-2019                                                                         | Curicó                                                                            | Uruguay under 20                                                                  | 0 – 1                                                                             | Argentina under 20                                                                | Sudamericano Sub-20 2019 - 1º turno                                               | 1                                                                                 | 68’ 85’                                                                           |
| 26-1-2019                                                                         | Talca                                                                             | Argentina under 20                                                                | 1 – 0                                                                             | Perù under 20                                                                     | Sudamericano Sub-20 2019 - 1º turno                                               | -                                                                                 | 62’                                                                               |
| Totale                                                                            |                                                                                   | Presenze                                                                          | 2                                                                                 |                                                                                   | Reti                                                                              | 1                                                                                 |                                                                                   |

## Palmarès

### Club

#### Competizioni nazionali
- Campionato argentino: 2

Boca Juniors: 2016-2017, 2017-2018